# Schots curlingteam (gemengd)
Het Schotse curlingteam vertegenwoordigt Schotland in internationale curlingwedstrijden.

## Geschiedenis
Schotland nam voor het eerst deel aan een internationaal toernooi voor gemengde landenteams tijdens de openingseditie van het Europees kampioenschap in het Andorrese Canillo. Schotland was op elke editie aanwezig. Het haalde vier keer goud en één maal de zilveren medaille. Winnaar was Schotland in 2006, 2009, 2010 en 2012.
Na de tiende editie van het EK werd beslist het toernooi te laten uitdoven en te vervangen door een nieuw gecreëerd wereldkampioenschap voor gemengde landenteams. De eerste editie vond in 2015 plaats in het Zwitserse Bern. Schotland haalde met gemak de play-offs maar verloor in de eerste ronde van Zwitserland met 4-6. In 2016 werd het brons gehaald. Schotland verloor de halvefinale van Zweden met 2-8, maar versloeg Zuid-Korea in de strijd om de derde plaats met 8-4.

Schotland werd wereldkampioen met het gemengd curlingteam onder leiding van Grant Hardie in 2017. In de finale werd Canada verslagen met 8-5 door in het extra end 3 stenen te scoren. Op het wereldkampioenschap van 2022 behaalde het team met skip Cameron Bryce de zilveren medaille. Nu was Canada wel te sterk in de finale, 4-7.

## Schotland op het wereldkampioenschap
| Jaar | Plaats | Skip           | WG | W  | V | PV | PT |
| ---- | ------ | -------------- | -- | -- | - | -- | -- |
| 2015 | 9      | Cameron Bryce  | 9  | 7  | 2 | 74 | 32 |
| 2016 | 3      | Cameron Bryce  | 10 | 9  | 1 | 67 | 37 |
| 2017 | 1      | Grant Hardie   | 11 | 10 | 1 | 83 | 41 |
| 2018 | 9      | Robin Brydone  | 9  | 8  | 1 | 72 | 28 |
| 2019 | 9      | Luke Carson    | 9  | 8  | 1 | 68 | 37 |
| 2022 | 2      | Cameron Bryce  | 12 | 10 | 2 | 94 | 52 |
| 2023 | 21     | Jack Strawhorn | 8  | 3  | 5 | 46 | 41 |
| 2024 | 9      | Neil Kennedy   | 8  | 5  | 3 | 49 | 32 |

## Schotland op het Europees kampioenschap
| Jaar | Plaats | Skip            | WG | W  | V | PV | PT |
| ---- | ------ | --------------- | -- | -- | - | -- | -- |
| 2005 | 4      | Derek Brown     | 8  | 6  | 2 | 66 | 39 |
| 2006 | 1      | Tom Brewster    | 7  | 7  | 0 | 50 | 21 |
| 2007 | 6      | Gordon Muirhead | 6  | 4  | 2 | 31 | 26 |
| 2008 | 5      | Alan Smith      | 8  | 5  | 3 | 53 | 32 |
| 2009 | 1      | Tom Brewster    | 9  | 8  | 1 | ?  | ?  |
| 2010 | 1      | David Edwards   | 10 | 10 | 0 | ?  | ?  |
| 2011 | 5      | David Edwards   | 9  | 6  | 3 | 48 | 39 |
| 2012 | 1      | Ewan MacDonald  | 10 | 9  | 1 | 82 | 34 |
| 2013 | 2      | Ewan MacDonald  | 11 | 9  | 2 | 83 | 37 |
| 2014 | 4      | Kyle Smith      | 10 | 7  | 3 | 66 | 50 |